# Frans Hals
Frans Hals (asi 1580 Antverpy – 26. srpna 1666 Haarlem) byl nizozemský malíř, portrétista. Společně s Rembrandtem patří k předním představitelům nizozemského výtvarného umění.

## Život
Rok narození Franse Halse není doložen. Badatelé a historici se domnívají, že se narodil v letech 1582 nebo 1583 ve vlámských Antverpách do rodiny obchodníka s látkami Franchoise Fransz Hals van Mechelen. Kvůli náboženským sporům byla rodina brzy po jeho narození nucena uprchnout do severního Holandska, kde se usadila v Haarlemu. Zde se v roce 1603 stal žákem slavného malíře a biografa Karla van Mandera.

Informaci, že okolo roku 1616 byl Frans Hals nařčen z domácího násilí vůči manželce, vyvrátil historik umění a Halsův životopisec Seymour Slive; tvrdí, že došlo k záměně jména s jiným Fransem Halsem, jenž v té době v Haarlemu rovněž pobýval. Halsova manželka Anneke (roz. Hermansz) zemřela přirozenou smrtí v roce 1615. O dva roky později se Frans Hals oženil podruhé, vzal si Lysbethu Reyniers, dceru rybáře. S manželkou měli osm dětí.

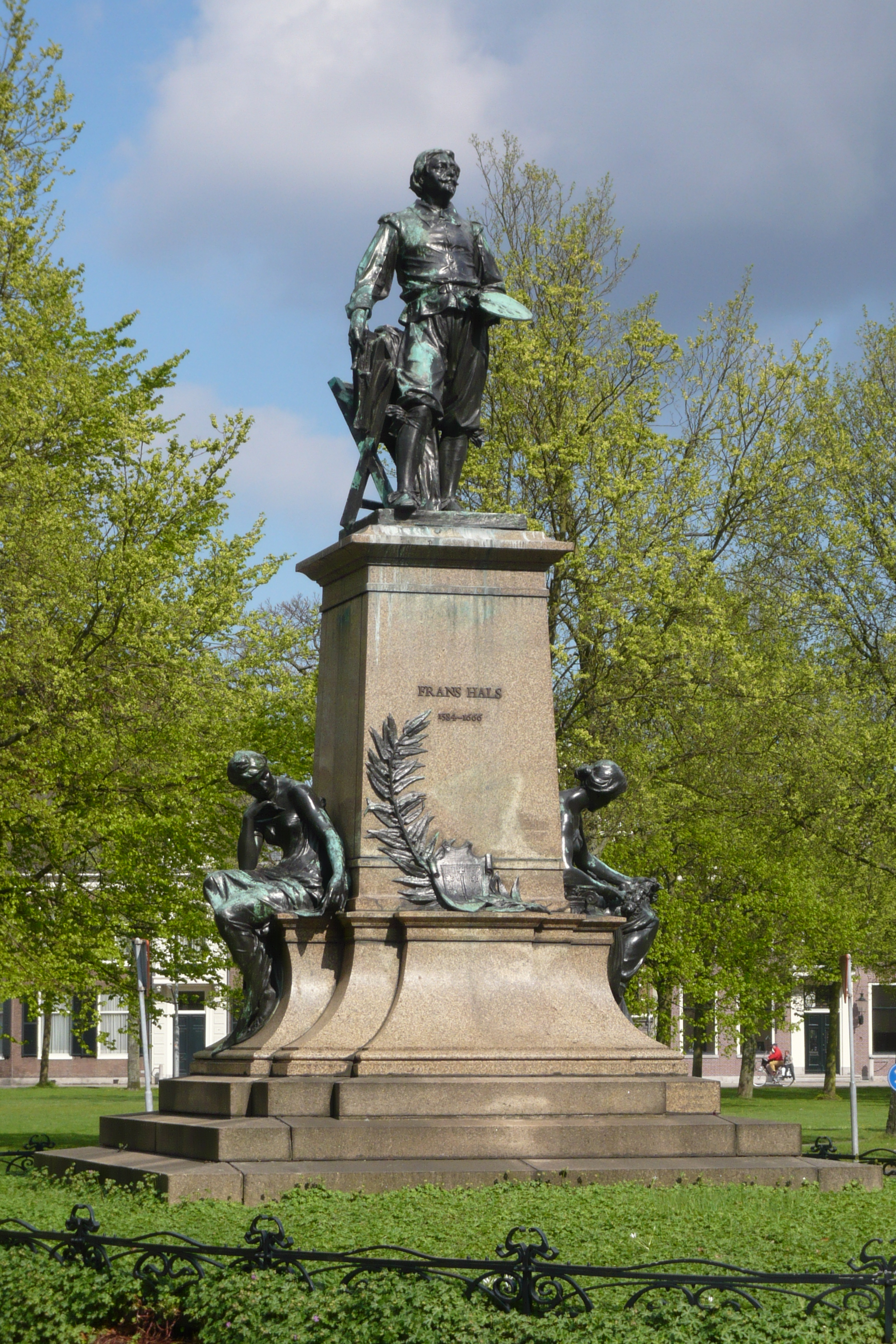
Bronzová socha Franse Halse v Haarlemu ve Floraparku

Jak bylo zvykem, slavní malíři a Halsovi současníci, jako Rembrandt van Rijn, Willem van Aelst a jiní, se stěhovali tam, kde zrovna měli zakázku. Frans Hals zůstával v Haarlemu a trval na tom, aby jeho zákazníci chodili k němu domů. Ačkoli byl uznávaným umělcem, měl neustále problémy s dluhy. Pracoval tedy také jako restaurátor umění a rovněž jako obchodník s uměním a jeho odhadce. Přesto se mu nedařilo dluhy splácet a nejednou ho jeho věřitelé dostali před soud. V roce 1652 musel Frans Hals prodat část majetku pekaři, kterému dlužil peníze. Jednalo se tenkrát o skříň, stůl, rodinné obrázky a tři postele. Mezi věcmi, které musel odevzdat, byl i obraz od Karla van Mandera.
Ke konci života chudému Halsovi vyplatilo město Haarlem rentu 200 florinů (1664). Zemřel v Haarlemu o dva roky později a byl pochován na hřbitově v kostele sv. Bava v Haarlemu. Devět let po něm zemřela i jeho žena, která byla nucena dožívat kvůli finanční situaci v místním chudobinci.

## Kariéra
Roku 1610 se Frans Hals zapsal do haarlemského cechu malířů sv. Lukáše, kde byl v roce 1644 už jako uznávaný malíř zvolen do představenstva. V té době si také začal vydělávat jako umělecký restaurátor v městské radě. Pracoval zejména na rozsáhlé sbírce umění, kterou ve své knize Het Schilder-Boeck publikoval Karl van Mander v roce 1604.
Jedny z nejpozoruhodnějších prací, na kterých Frans Hals pracoval, byly obrazy Geertgena tot Sins Janse, Jana van Scorela a Jana Moasterta, které tehdy visely v kostele sv. Janse v Haarlemu. V té době začal také Hals se svými prvními portréty. Jeho nejstarším známým dílem je portrét haarlemského arciděkana Jacoba Zaffiuse z roku 1611.
Uznání a průlomu ve svém díle dosáhl Hals až obrazem v životní velikosti Oslava důstojníků Svatojiřské gildy, který vytvořil v roce 1616. Někteří historici se domnívají, že Hals v tomto díle zpodobnil sám sebe, protože v té době ve Svatojiřské gildě sloužil.

## Dílo a styl

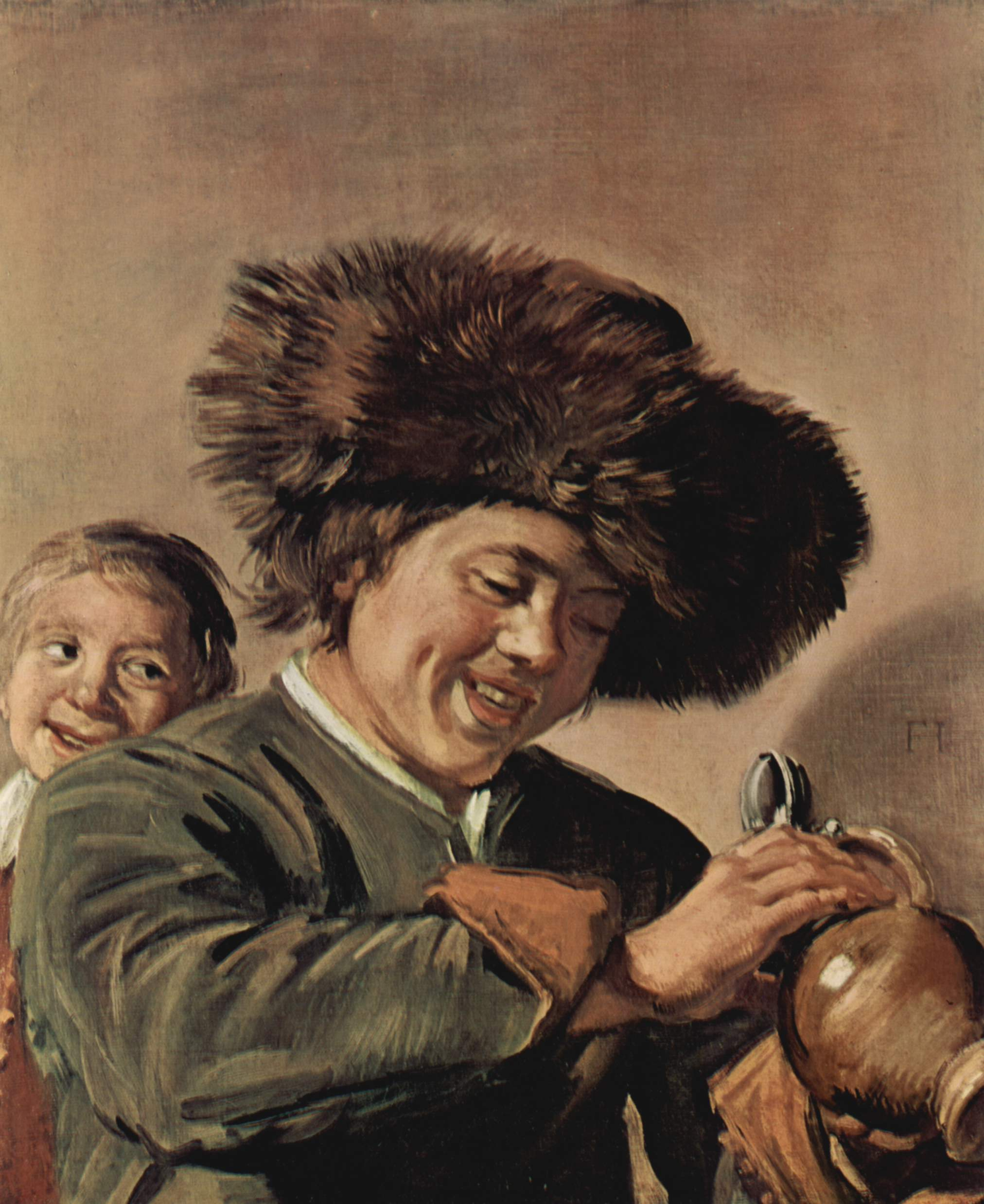
Dva smějící se muži, jeden se džbánem na pivo

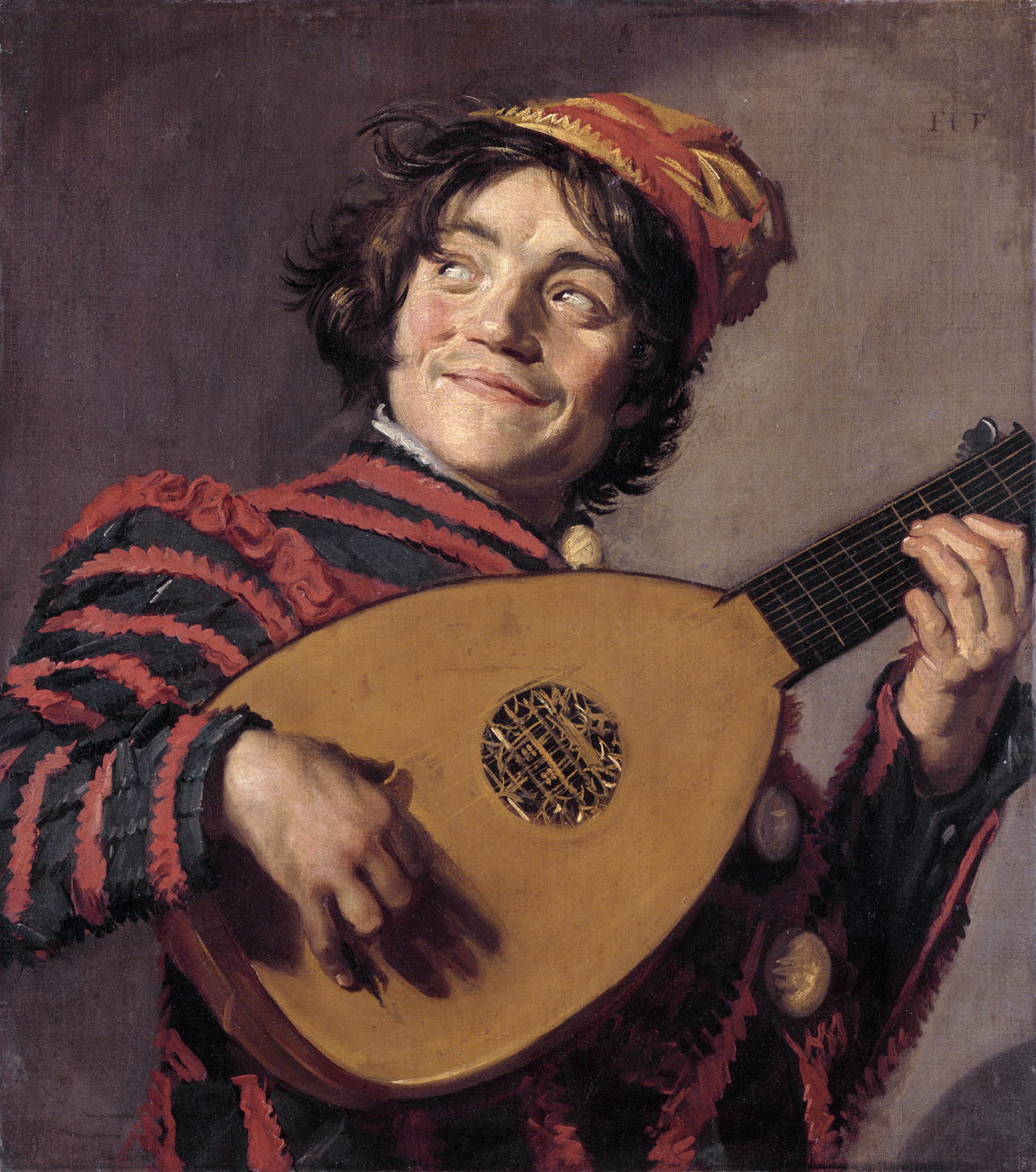
Šašek s loutnou, 1620–1625

Frans Hals je znám především tvorbou portrétů, především pak bohatých občanů, jako byli Pieter van den Broecke, právník Paulus van Beresteyn, starosta Jacob Pietersz Olycan nebo velkoobchodník Isaac Massa, kterého Hals portrétoval dokonce třikrát. Zálibu našel i ve velkých skupinových portrétech, jako je Oslava důstojníků Svatojiřské gildy a jí podobných dílech. Jeho obrazy ilustrují různé vrstvy společnosti od nejnižších po nejvyšší. Hals si liboval i v námětech rautů, potulných muzikantů a zpěváků, úředníků a vojenských hodnostářů.
Ve velkých skupinových portrétech, jako je např. zmíněná Oslava důstojníku Svatoadrianského cechu, Hals dokázal zachytit každý znak jiným způsobem. Tváře nejsou idealizované, jsou jasně odlišitelné a v jejich výrazech lze spatřit i osobnost jejich nositelů. Na rozdíl od Rembrandta, který ve svých obrazech používal spíše zlatavé světlo, dával Hals přednost dennímu světlu nebo spíše stříbřitým tónům. Jeho pozdější styl kombinoval Rembrandtovu robustnost a šířku s dramatičností pohybu. V letech 1620 až 1640 Hals vytvářel především dvojité portréty párů na oddělených plátnech, jako byly např. portréty manželů Jacoba Pietersze Olycana a jeho ženy Aletty Hanemans, Josepha Coymanse a jeho manželky Dorothei Berck anebo samotné portréty Jaspera van Schadeho a jeho ženy. Halsovy obrazy se vyznačovaly také prudkými tahy štětce, každý byl jasně viditelný jako samostatná část.
V pozdější tvorbě se Hals omezil na tmavší barvy, což mohlo souviset s jeho tehdejší finanční situací. Tmavé pigmenty byly totiž o dost levnější než karmíny a mořidla. Změny provázejí i jeho postavy, které se zdají více zamyšlené než postavy v dílech ranějších. Jeho tahy štětcem se také stávaly volnější a nezabýval se tak detaily jako v předchozí tvorbě. Tuto změnu můžeme vidět např. na obraze Regenti nemocnice Sv. Elizabethy z roku 1641. Hals jako portrétista se snaží vyhledávat charakter každé malované osobnosti a přenáší ji na plátno. Tato vlastnost je demonstrována i jeho typy úsměvů od jemně ironického, jak můžeme vidět na portrétu Jaspera van Schadeho či obrazu Smějící se kavalír, až po lehce přihlouplý úsměv Malle Babbe.
Za svůj život stihl Hals namalovat nesčetně obrazů a podle Seymoura Sliva mu lze připsat na dalších 200 děl, jejichž autor není identifikován. Halsovo dílo nám zanechává technické mistrovství malby a mnoho pozdějších umělců se jím nechalo inspirovat. Mezi nimi i slavní malíři jako Claude Monet nebo Édouard Manet, kteří neváhali navštívit Haarlem jen kvůli tomu, aby mohli detailně studovat Halsovy obrazy. Hals ovlivnil i svého bratra Dircka Halse; ten se tematicky zaměřil především na plesové scény. Franse Halse následovalo také pět jeho synů a většina se stala stejně jako on převážně portrétisty. Frans Hals měl i skvělé žáky, mezi které se řadí Philips Wouwerman, Adriaen Brouwer, Pieter Gerritsz van Roestraten nebo Adriaen van Ostade.
Po smrti Franse Halse upadlo jeho dílo v zapomnění. Znovu je objevil ve druhé polovině 19. století francouzský kritik umění Théophile Thore-Bürger.

## Významní žáci
- Philip Wouwerman (1619–1668)
- Adriaen Brouwer (1605–1638)
- Adriaen van Ostade (1610–1685)

Halsovou malbou se inspiroval impresionista Édouard Manet.

## Galerie

Jacobus Zaffius
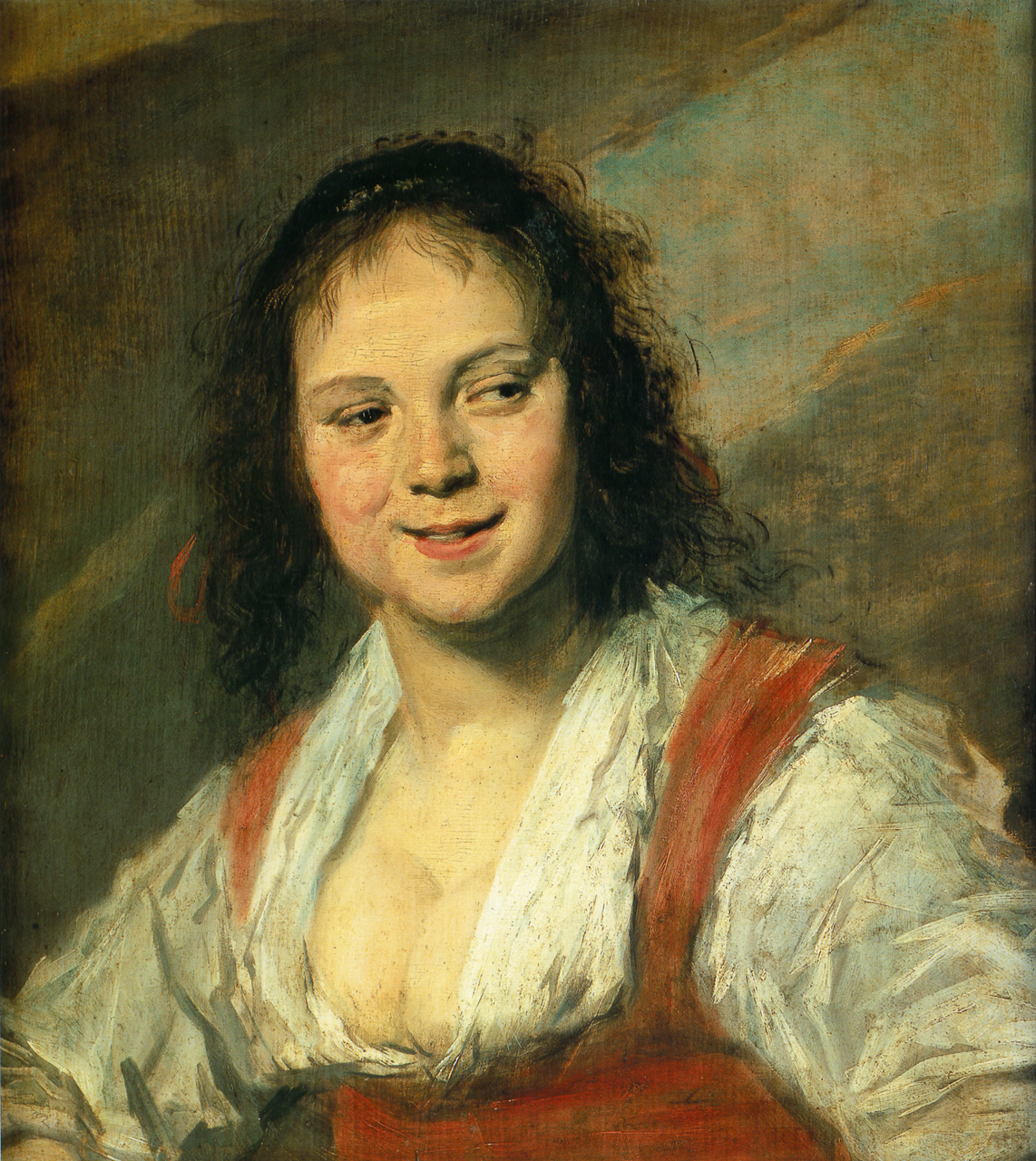
Cikánka
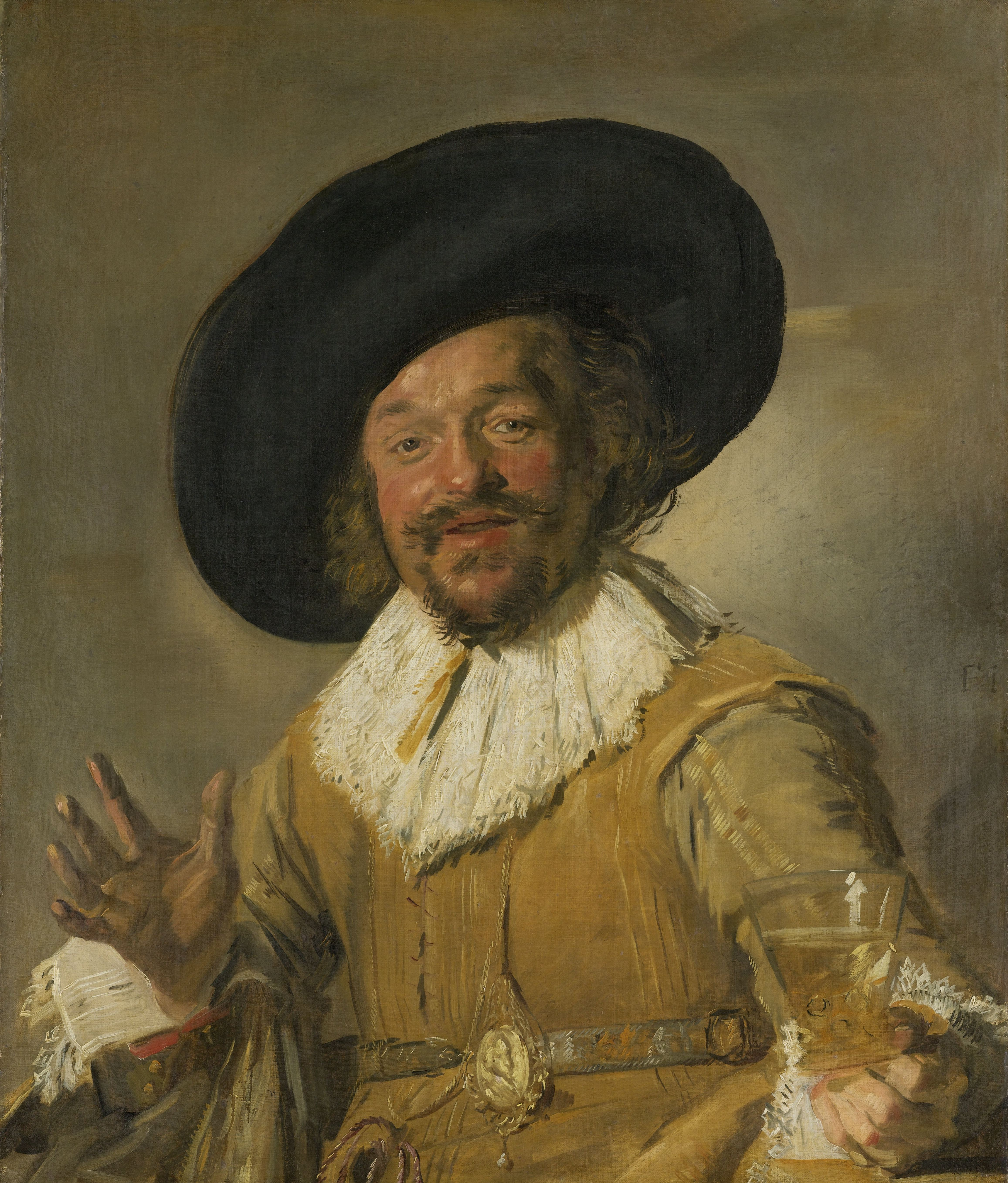
Veselý piják
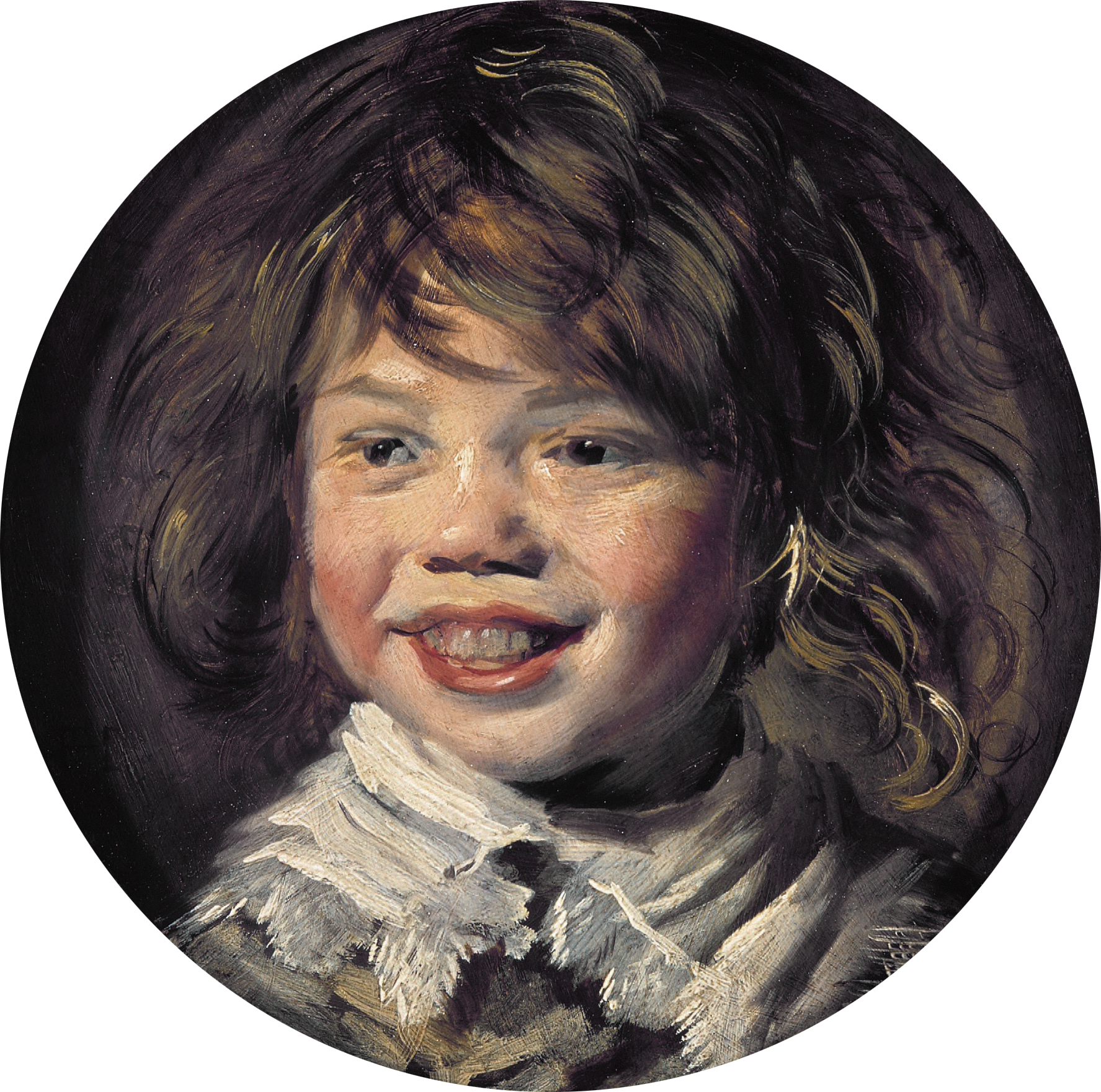
Smějící se dítě
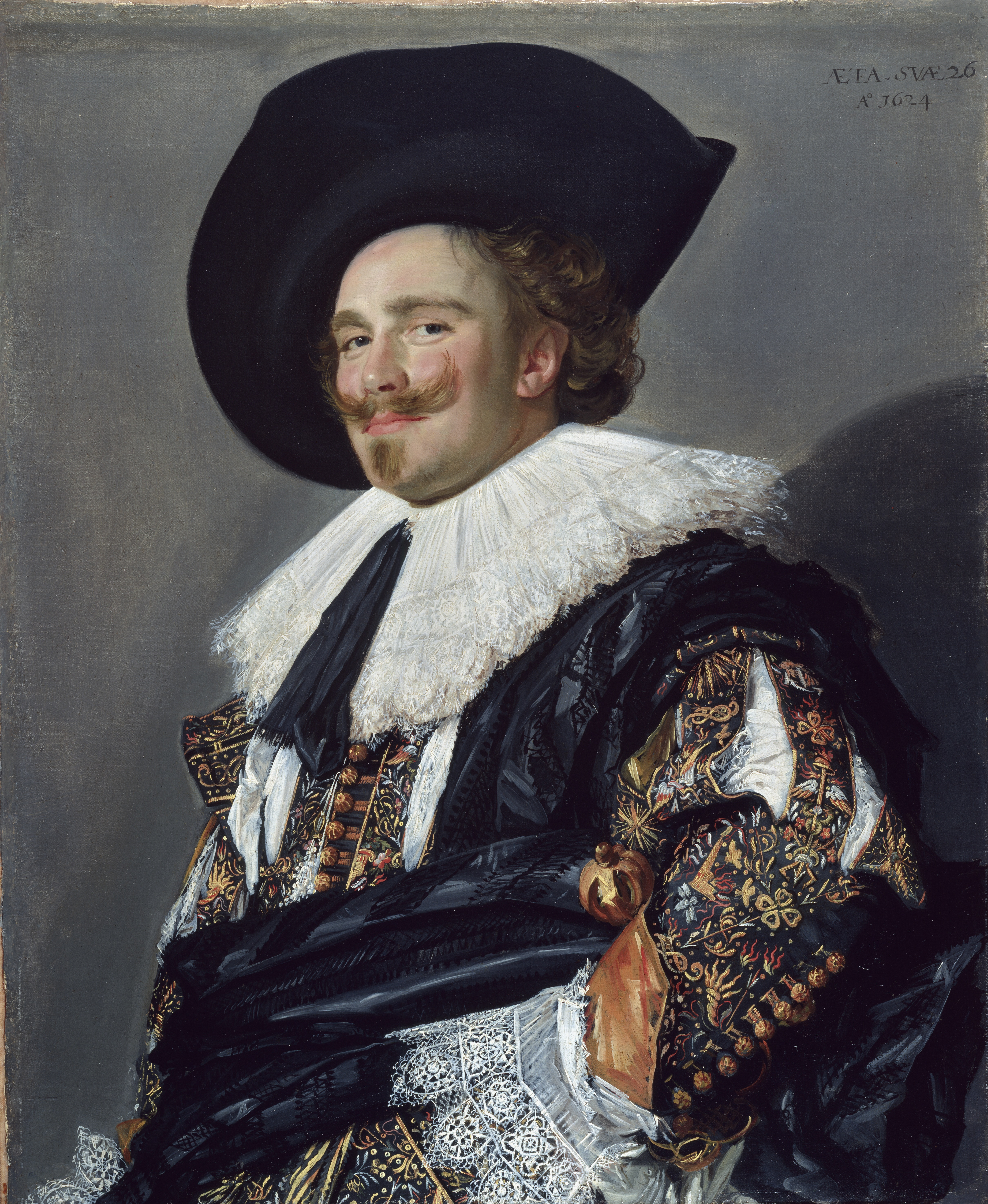
Smějící se kavalír
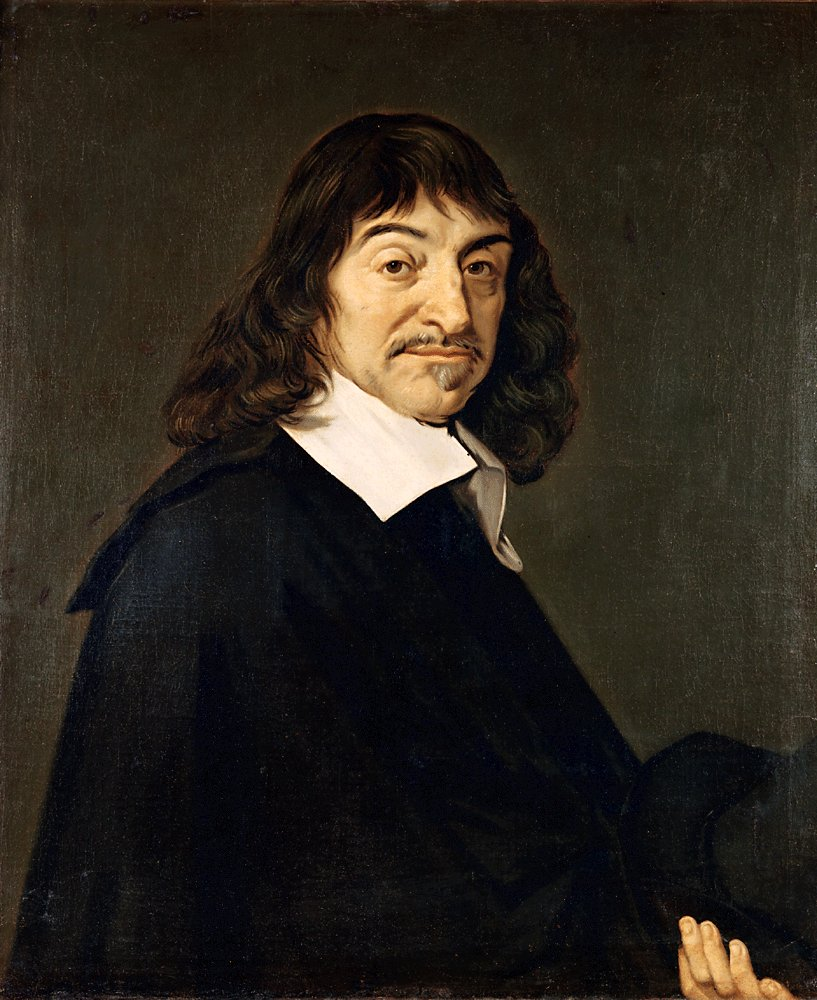
Portrét René Descarta
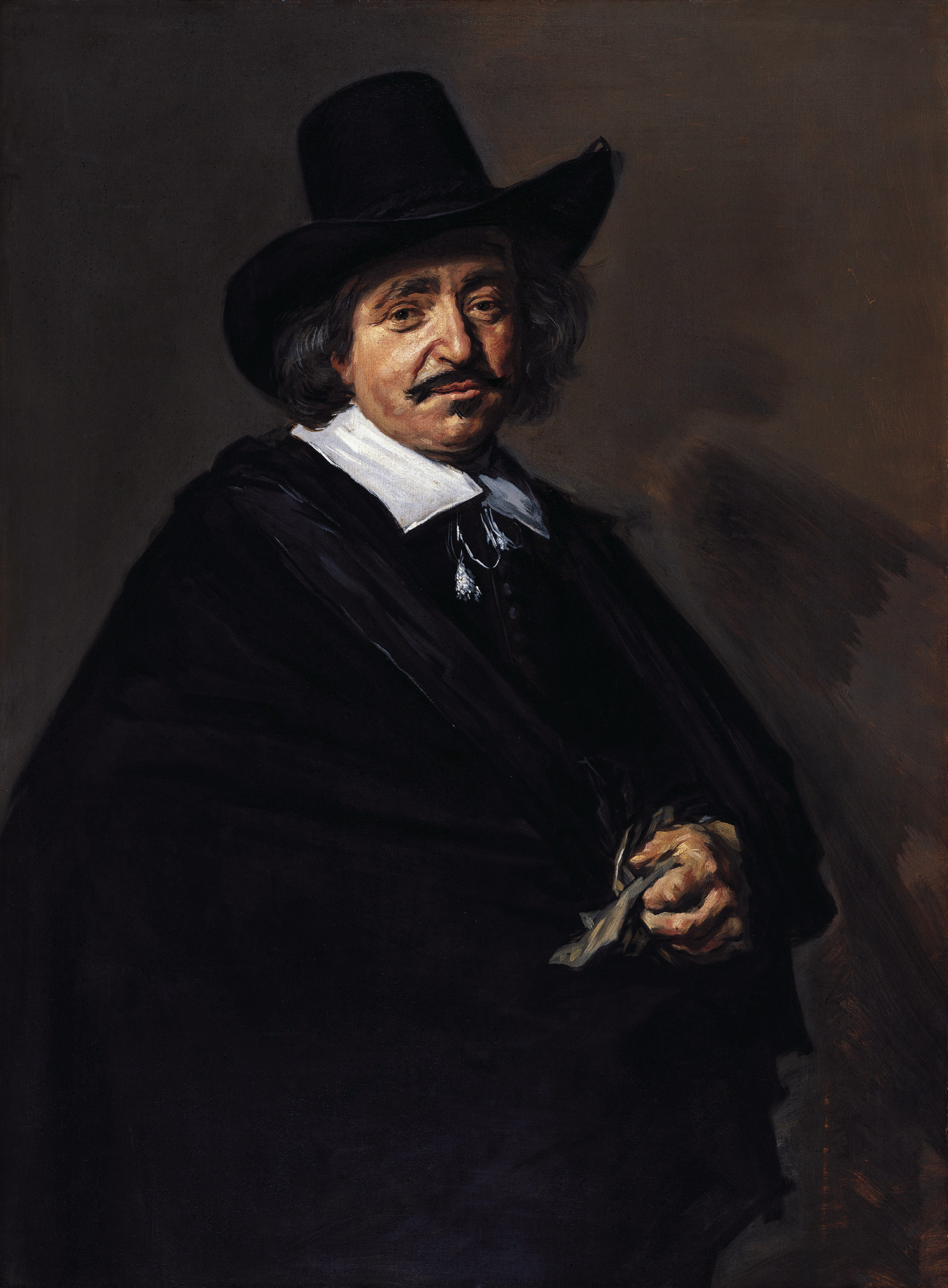
Portrét muže
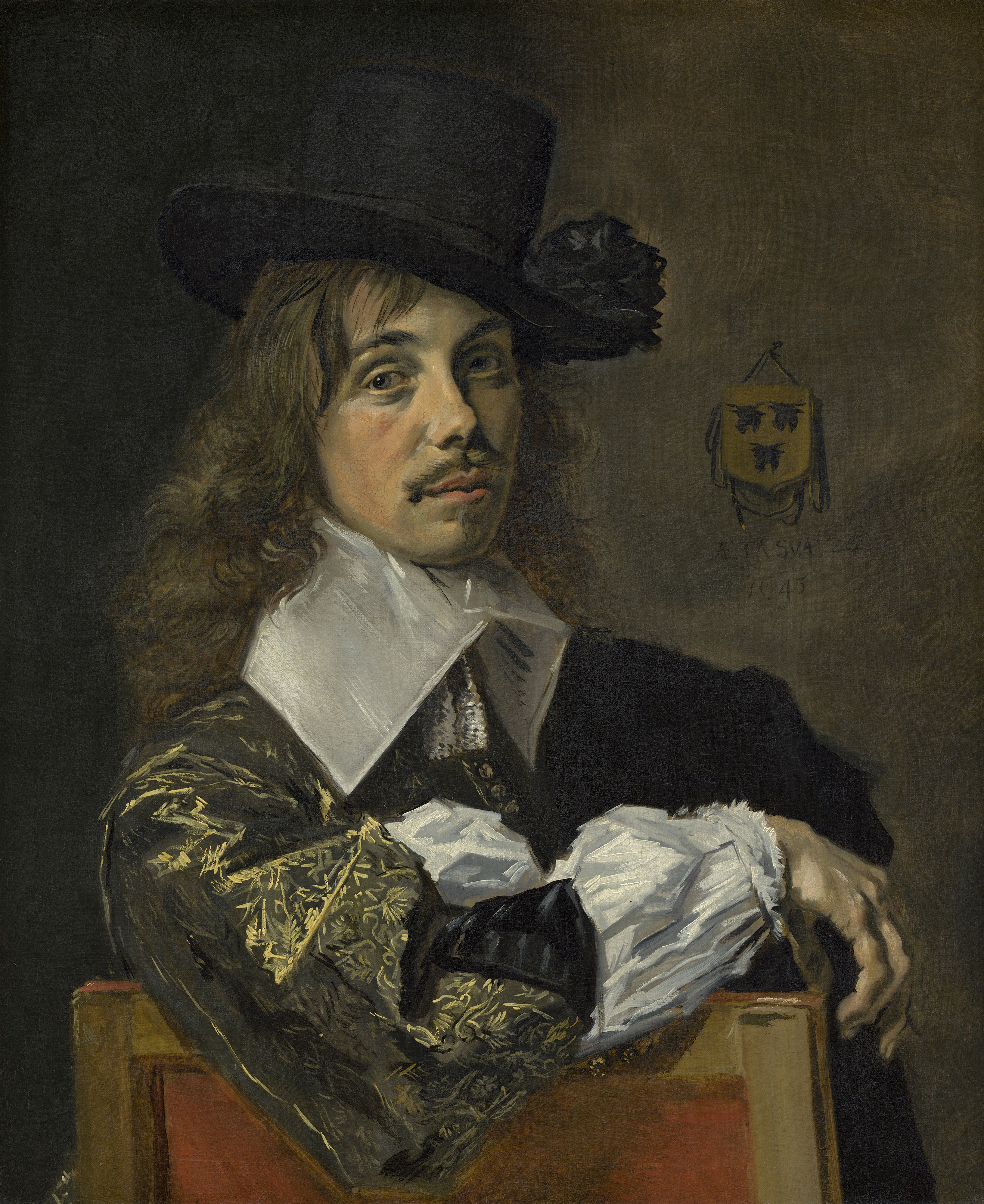
Portrét Balthasara Coymanse
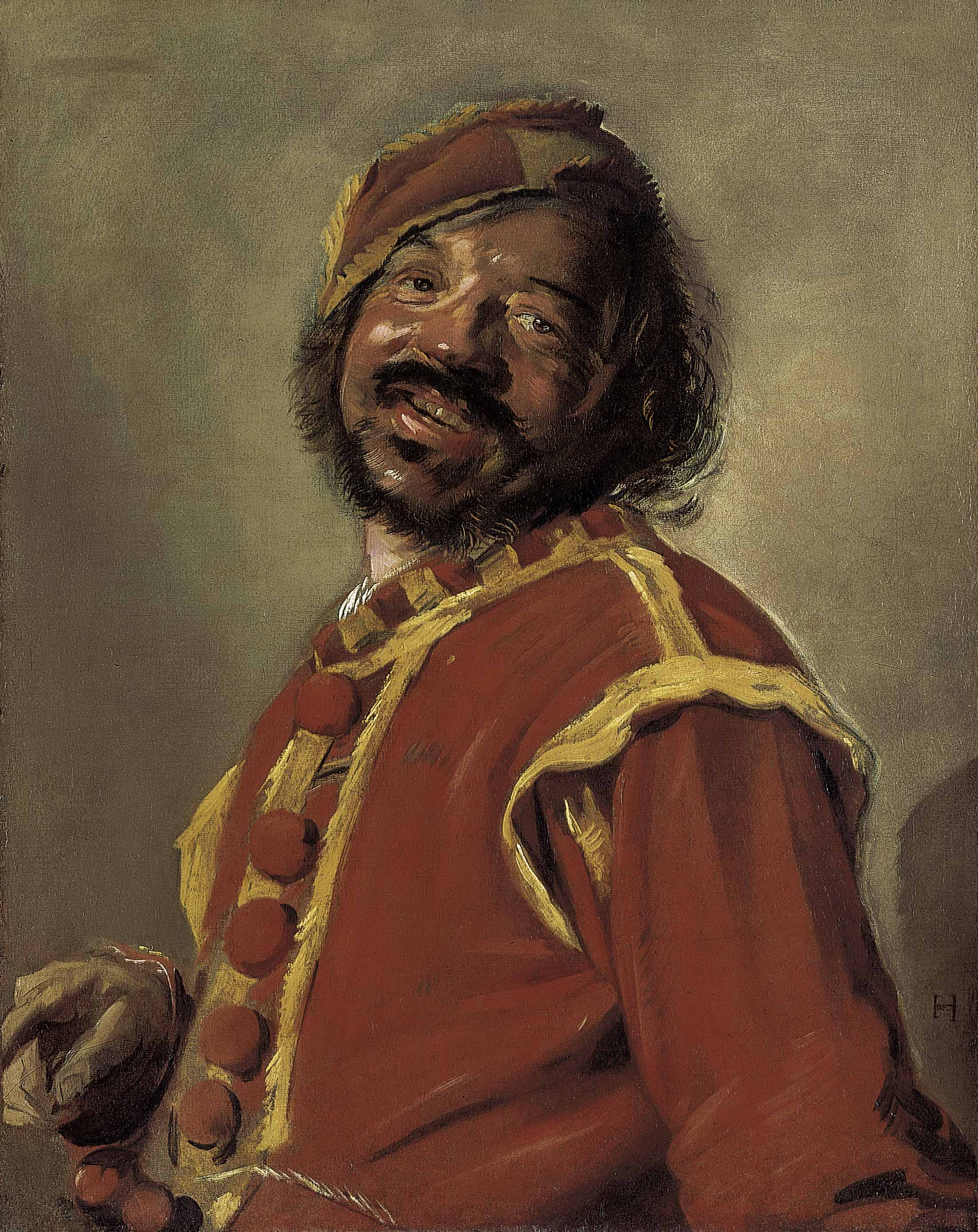
Mulat
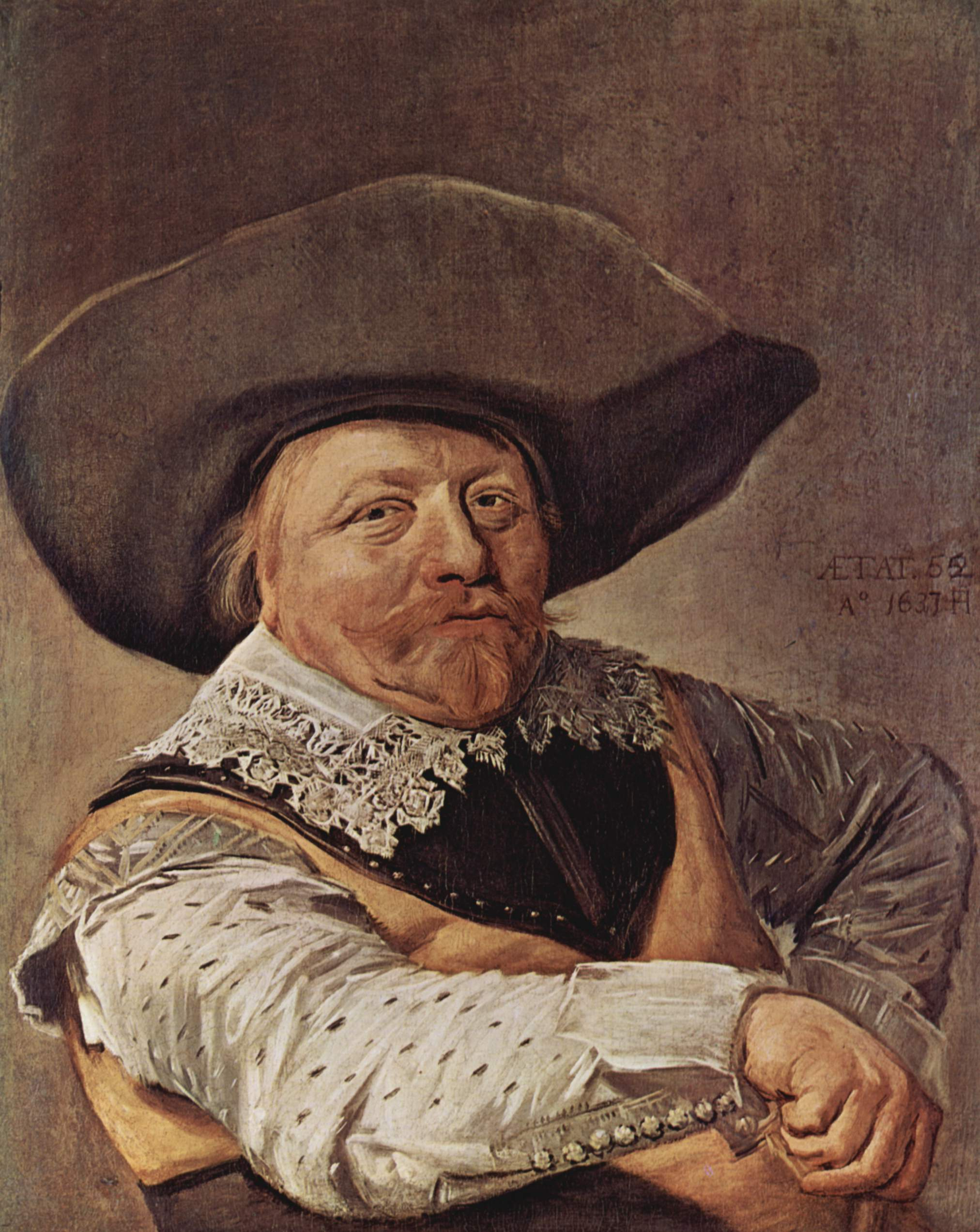
Portrét sedícího důstojníka
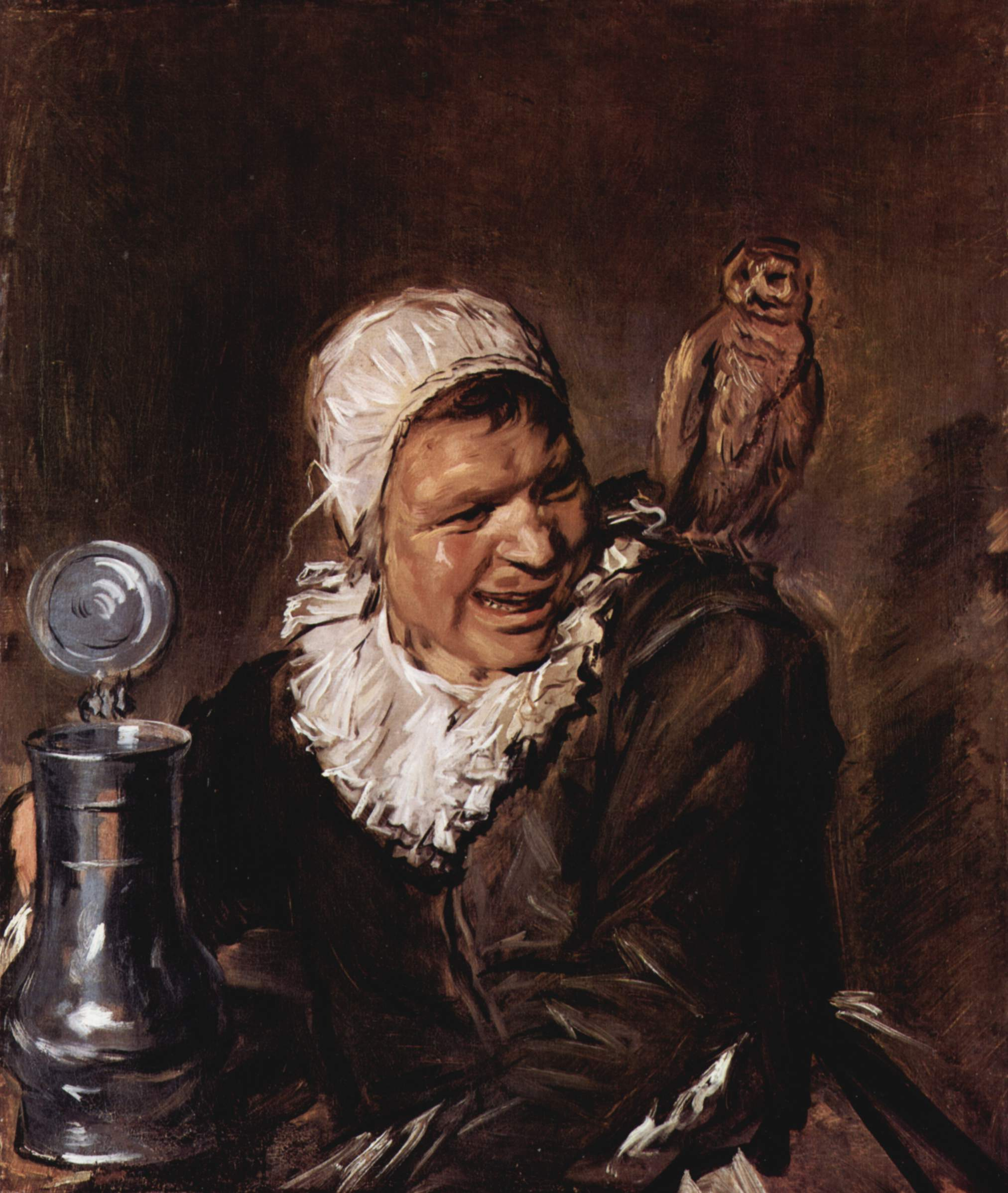
Malle Babbe
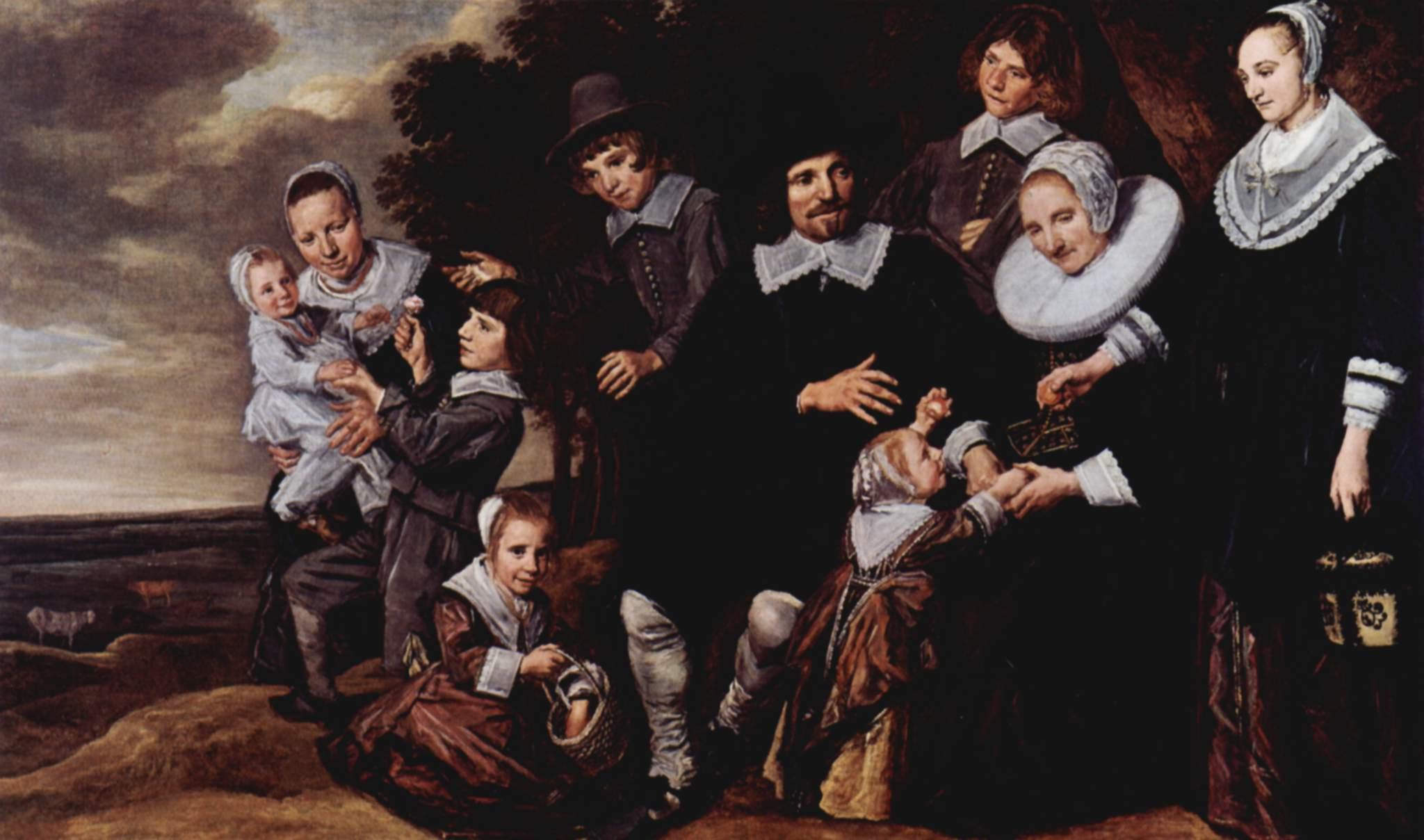
Rodinný portrét s deseti osobami
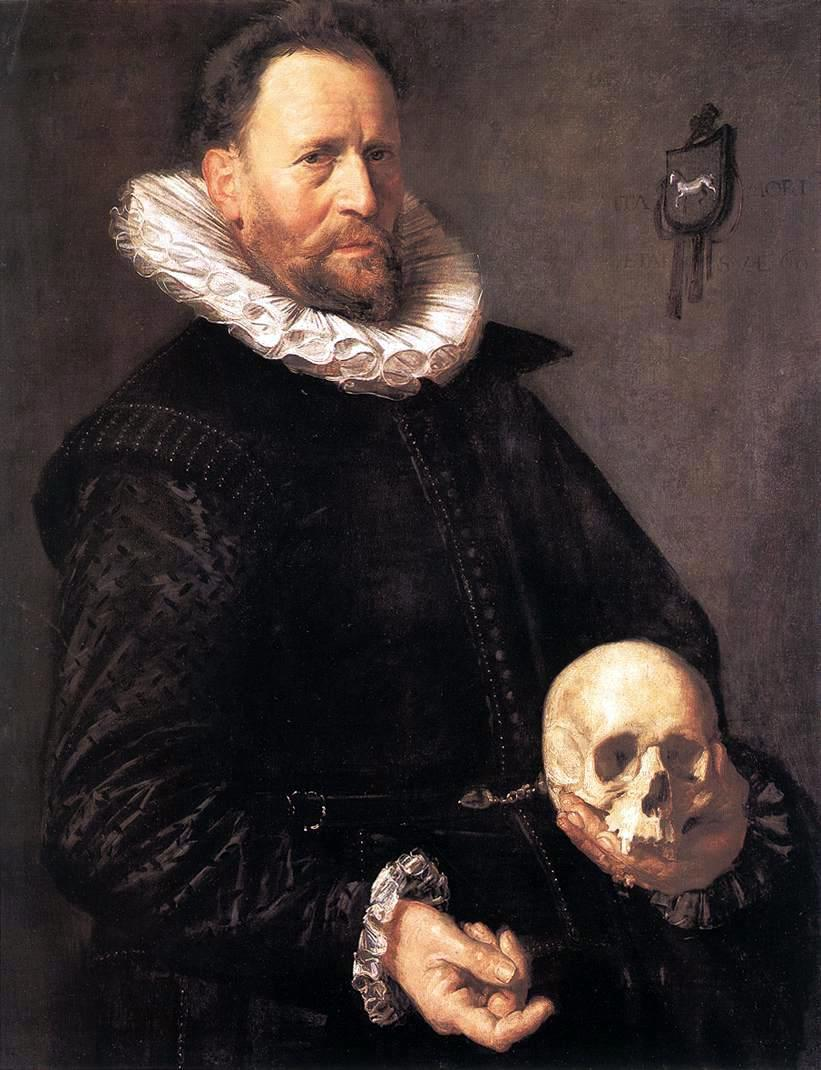
Portrét muže s lebkou
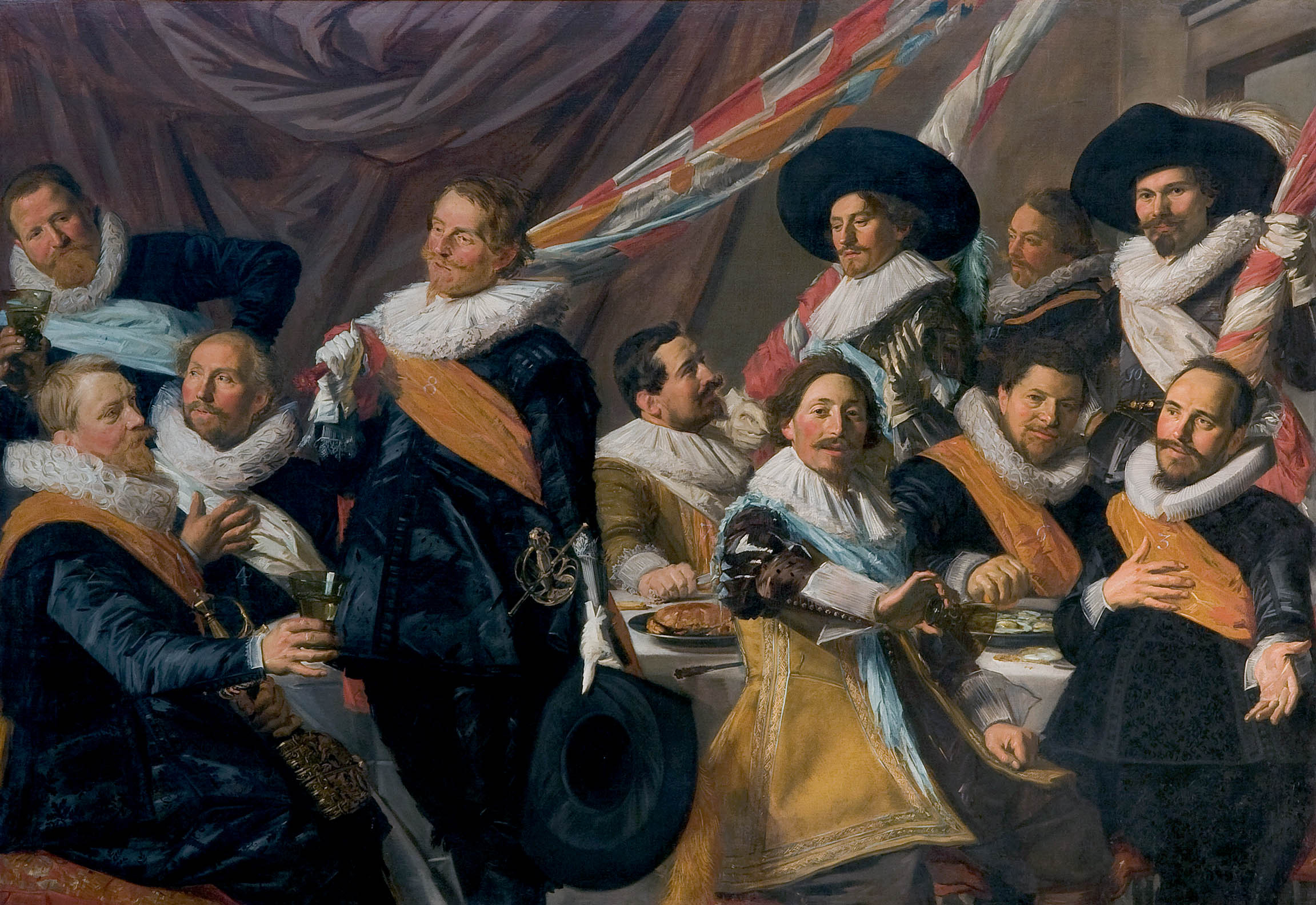
Oslava důstojníků Svatojiřské gildy
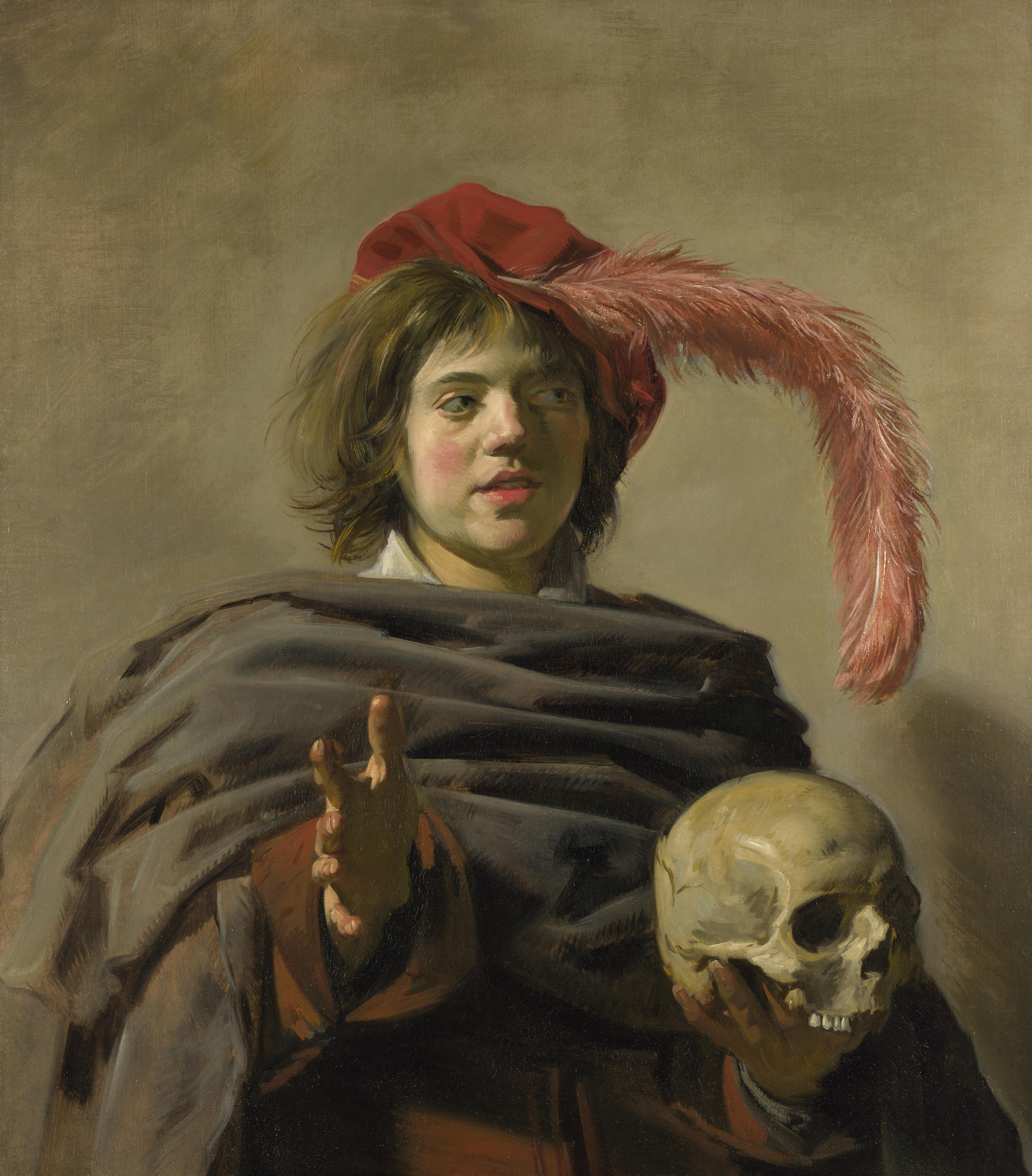
Mladý muž s lebkou
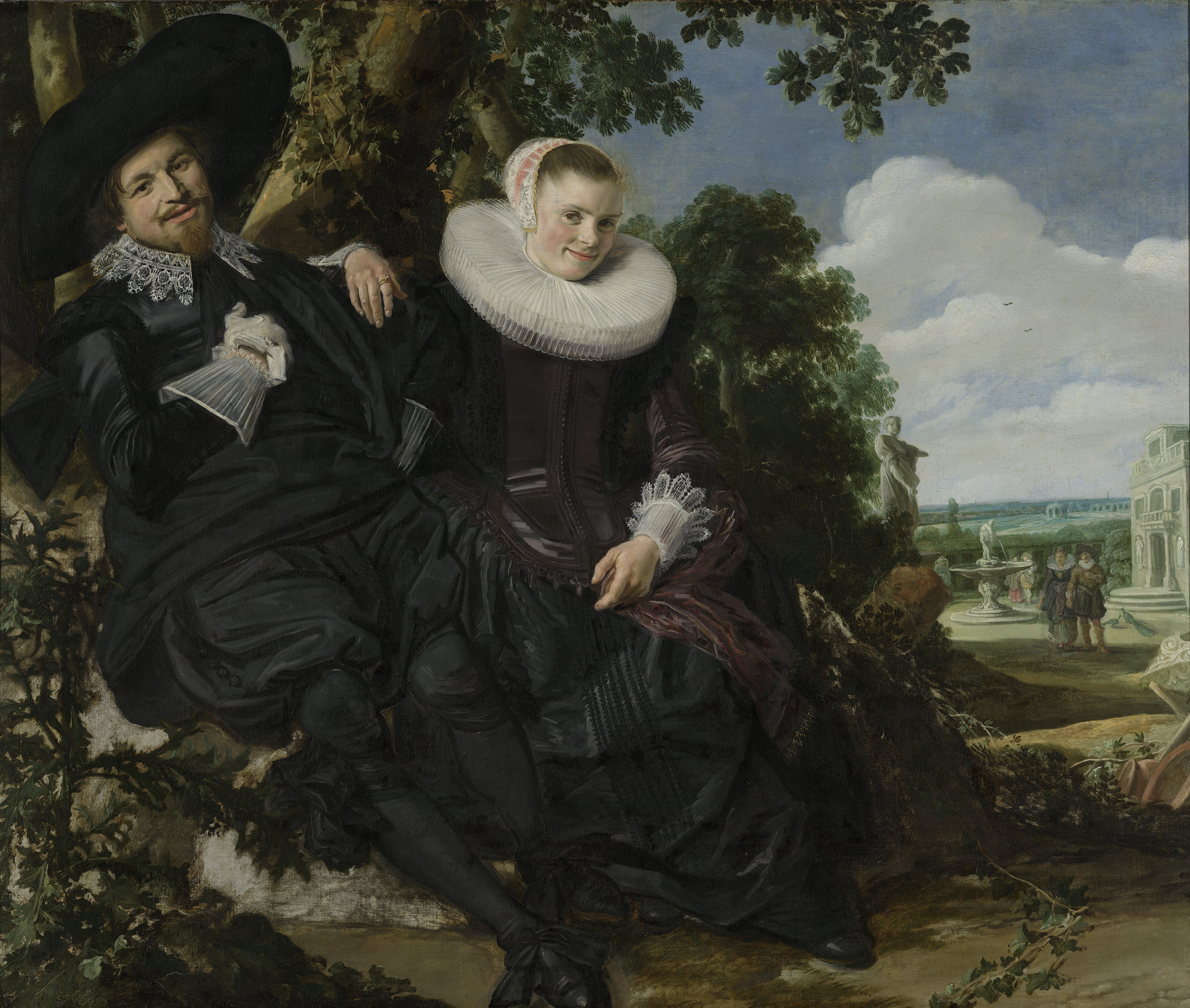
Portrét svatebčanů
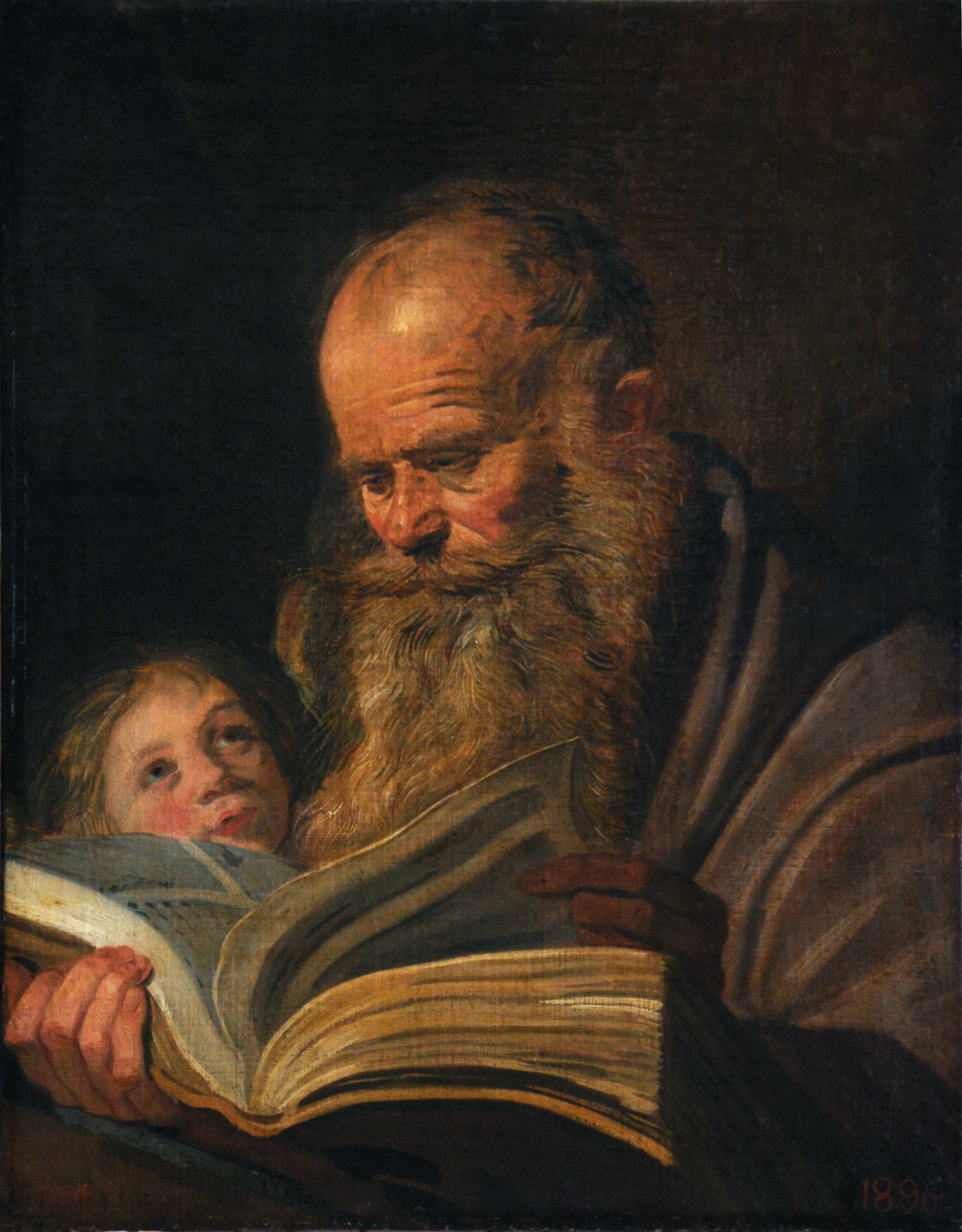
Evangelista Matouš
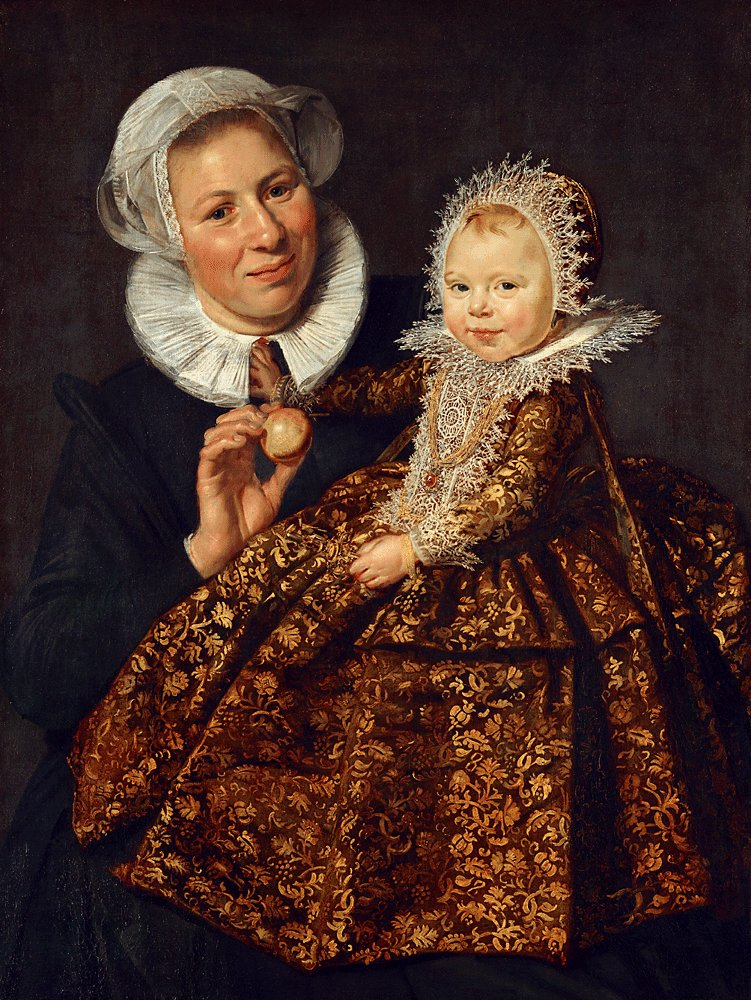
Kateřina Hooft se svojí chůvou